# Tamora
Tamora – jednostka osadnicza w Stanach Zjednoczonych, w stanie Nebraska, w hrabstwie Seward.